# Ilir Xhakolli
Ilir Xhakolli (ur. 25 września 1962 w Pogradcu) – albański ekonomista i przedsiębiorca, deputowany do Zgromadzenia Albanii z ramienia Socjalistycznej Partii Albanii.

## Życiorys
Ukończył studia ekonomiczne na Uniwersytecie Tirańskim. W latach 2005–2013 prowadził własną działalność gospodarczą.
W wyborach parlamentarnych w 2013 roku uzyskał mandat do Zgromadzenia Albanii z ramienia Socjalistycznej Partii Albanii; z powodzeniem ubiegał się o reelekcję w 2017 roku.